# شعب الغرب (حزم العدين)

تعديل مصدري - تعديل

شعب الغرب محلة تابعة لقرية وادي عدن، التابعة لعزلة يريس بمديرية حزم العدين إحدى مديريات محافظة إب في الجمهورية اليمنية، بلغ تعداد سكانها 73 حسب تعداد اليمن لعام 2004.